# Lijst van voetbalinterlands China - Guam (vrouwen)
Deze lijst van voetbalinterlands is een overzicht van alle officiële voetbalinterlands tussen de nationale vrouwenteams van China en Guam. De landen hebben tot nu toe twee keer tegen elkaar gespeeld.

## Wedstrijden
| № | Plaats    | Datum           | Competitie                   | Wedstrijd    | Uitslag |
| - | --------- | --------------- | ---------------------------- | ------------ | ------- |
| 1 | Bacolod   | 9 november 1999 | Aziatisch kampioenschap 1999 | China − Guam | 15 − 0  |
| 2 | Hiroshima | 20 april 2004   | Vriendschappelijk            | China − Guam | 9 − 0   |

## Samenvatting
| Competitie              | Totaal gespeeld | Winst China | Gelijk | Winst Guam | Doelsaldo China – Guam |
| ----------------------- | --------------- | ----------- | ------ | ---------- | ---------------------- |
| Aziatisch kampioenschap | 1               | 1           | 0      | 0          | 15 − 0                 |
| Vriendschappelijk       | 1               | 1           | 0      | 0          | 9 − 0                  |
| Totaal                  | 2               | 2           | 0      | 0          | 24 − 0                 |